# LuAZ-967
LuAZ-967 (v originále ЛуАЗ-967 nebo také Транспортер переднього краю) bylo obojživelné vozidlo, které pro Sovětskou armádu vyráběl Lucký automobilový závod (LuAZ) v ukrajinském městě Luck. Vůz byl vyvíjen po korejské válce jako odpověď na americký Jeep. Navrhl ho tým výzkumného ústavu NAMI, který vedli B. M. Fitterman a J. A. Dolmatovskij, první prototyp byl dokončen v roce 1958 a sériová výroba probíhala v letech 1975 až 1991, celkově bylo vyrobeno okolo osmi tisíc kusů. Později vznikla také civilní verze LuAZ-969, která se vyvážela i do západní Evropy.
Automobil byl určen pro výsadkové jednotky k evakuaci zraněných a zásobování první linie střelivem, mohl se pohybovat v obtížném terénu a byl natolik lehký, aby se dal dopravit letadlem. Vážil 950 kg, měřil 3,68 m na délku, 1,71 m na šířku a 1,58 m na výšku. Karoserie byla vyrobena ze sklolaminátu. LuAZ-967 používal motor MeMZ-967 s výkonem 30 koňských sil a na silnici dosahoval maximální rychlosti 75 km/h. Měl pohon všech čtyř kol. Sedadlo řidiče i sloupek řízení se daly sklopit, aby bylo pod palbou možno řídit vleže na břiše a ovládat spojku, plyn i brzdu ručně.